# Haemaphysalis borneata
Haemaphysalis borneata är en fästingart som beskrevs av Harry Hoogstraal 1971. Haemaphysalis borneata ingår i släktet Haemaphysalis och familjen hårda fästingar. Inga underarter finns listade i Catalogue of Life.